# Bola de airsoft

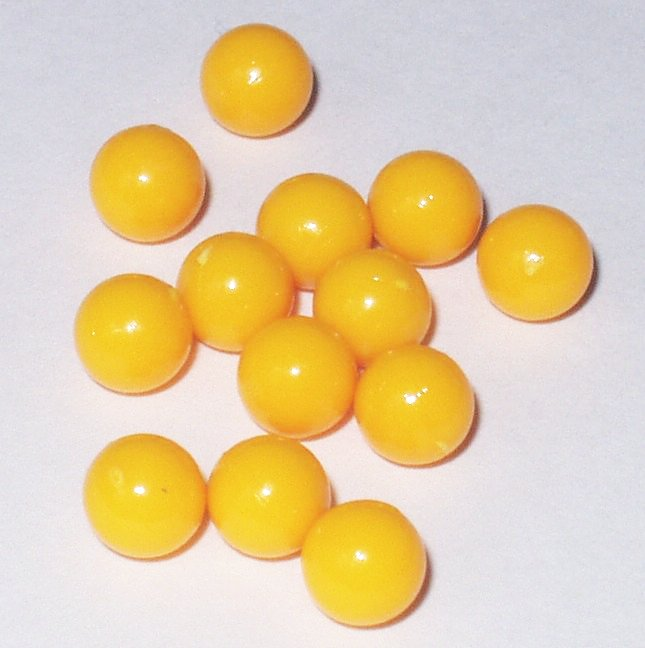
Bolas de plástico de 6 mm y 0,12 g. Un ejemplo de bolas baratas, se ve que no son totalmente esféricas.

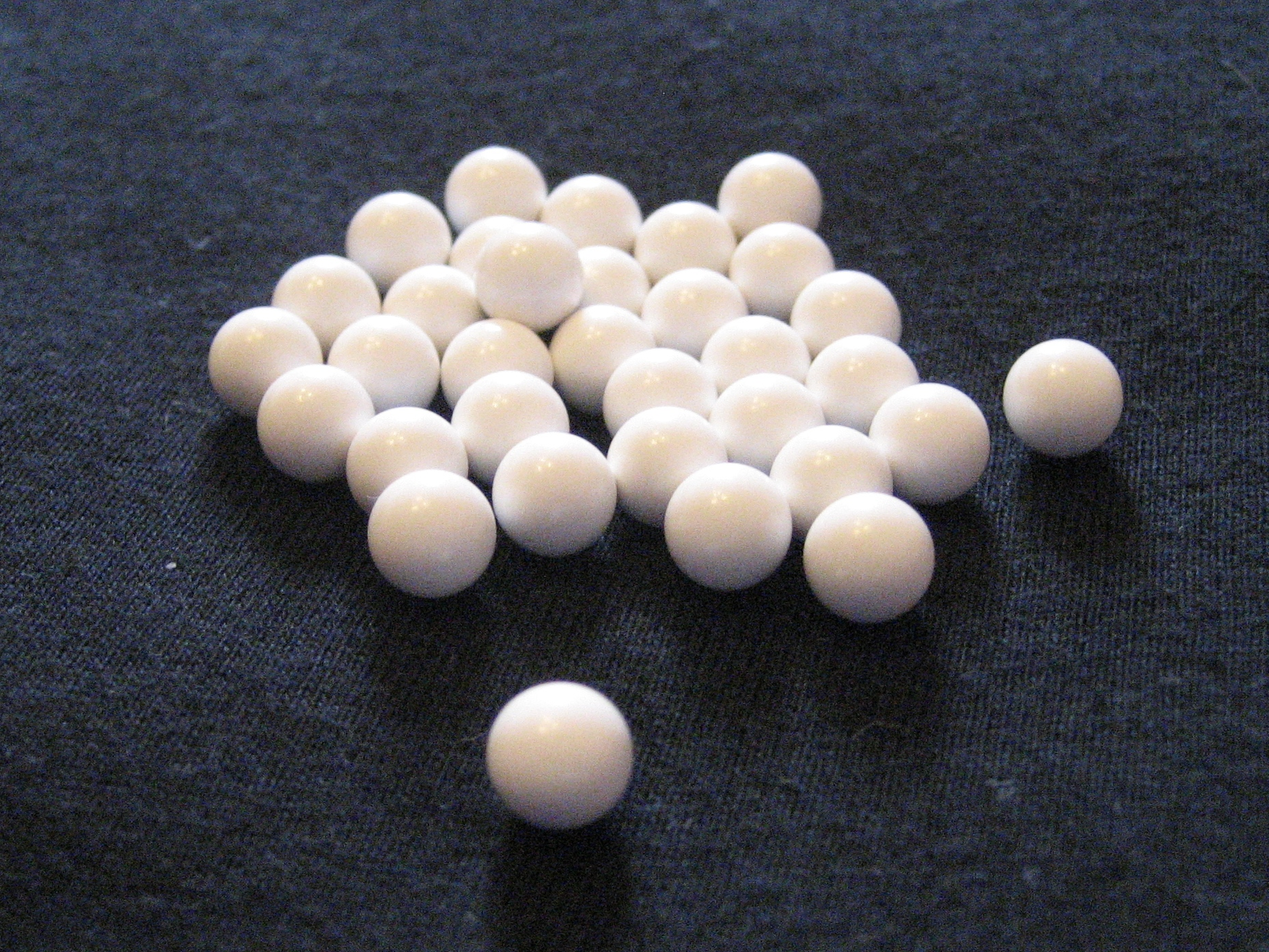
Bolas de PLA de 6 mm y 0,20 g de buena calidad.

Las bolas de airsoft son proyectiles esféricos usados en réplicas de armas para airsoft. Son fabricadas en PLA, PVC, o en materiales biodegradables, su diámetro está entre los 5,95 y los 6 milímetros de diámetro, aunque también existen bolas de 8 milímetros para determinadas réplicas, aunque por norma general no se usan, puesto que el impacto que producen es exponencialmente mayor. En inglés se le suelen llamar "BBsoft".
La mayoría de las réplicas de airsoft disparan bolas de materiales biodegradables que oscilan entre los 0,12 y los 0,88 gramos de peso, aunque los pesos más populares para las réplicas eléctricas (AEG, automatic electric gun) están entre los 0,20 y 0,28 gramos. Los proyectiles más pesados (0,30-0,48 gramos) son usados normalmente para largo alcance y por francotiradores, ya que son más estables en vuelo y es más difícil que se desvíen por el viento, por tanto ofrecen más precisión, aunque requieren potencias de salida mucho más elevadas, debido a su mayor peso. Las bolas para airsoft suelen venir en paquetes de 500, 1.000, 2.000, 5.000, 10.000 y 25.000 unidades.
Para aumentar su alcance, la mayoría de las réplicas de airsoft están equipadas con el denominado sistema de hop up (normalmente se le llama hop o hop up a secas) que hace que el nivel de vuelo de la bola sea más recto durante un mayor período. El efecto hop-up provoca el giro de la bola, rozándola mediante un vástago que empuja a su vez a una goma, obteniendo un punto donde la bola rozará, provocando un efecto rotatorio, y como resultado la presión en la parte baja de la bola será mayor, siendo inferior en la parte superior de ésta, por ende, se obtiene una elevación, lo que minimiza la caída experimentada por la bola, e incrementa la distancia de vuelo, al incrementar su sustentación según el principio de Bernoulli. Resumidamente, se podría decir que el hop up le da efecto al proyectil. Han aparecido, hace pocos años, otros sistemas alternativos al hop-up, como son el R-hop, G-hop o Flat-hop, y que ha provocado opiniones divergentes entre los jugadores.
Las bolas normalmente son de 6 milímetros de diámetro, no obstante, existen variedades de 8 milímetros para armas especializadas. La calidad de las bolas es importante, ya que las malformadas pueden dañar partes internas de la réplica de airsoft. Las bolas malformadas, sucias, o de baja calidad con costuras también pueden ser mucho más imprecisas (una pequeña deformidad desvía la bola de su trayectoria e incluso producir un atasco), lo cual, además de producir un parón de disparos, puede dañar las partes internas de  la réplica.
Las bolas de pintura también están disponibles para las armas de airsoft, pero son impopulares debido a la incompatibilidad con los sistemas hop up, así como el daño que pueden causar cuando una bola de pintura estalla dentro de la misma

## Lista del peso de los proyectiles más utilizados
1. 0,12 g - Utilizado por todas las marcadoras de gama baja, como algunas pistolas de muelle (que pueden utilizar 0,20 g) y eléctricas mini. De alta velocidad y baja estabilidad.
2. 0,15 g - También utilizado por todas las de gama baja. Poco frecuentes
3. 0,20 g - Peso estándar para determinar la velocidad de salida de una marcadora. Son muy utilizadas en las AEG, sin embargo, los jugadores más experimentados utilizarán proyectiles con mayor masa, debido a la mayor precisión pero menor alcance.
4. 0,23 g - Proyectiles más pesados para AEG. Mezcla de velocidad de 0,20 g con el alcance y la precisión de 0,25 g. Se han convertido en uno de los más usados.
5. 0,25 g - Más habitual que los proyectiles de 0,23 g al ser ofertado por un mayor número de fabricantes. Al ser disparadas, mantienen mejor estabilidad que las clásicas 0,20 g, sin restar mucha velocidad. Están ganando mayor aceptación que las de 0.20 g.
6. 0,27 g - Poco frecuente. Se suele indicar que este tipo de bb mantiene una mejor precisión que las de 0,25. Una de las marcas que ofrece municiones con este peso es Bioval.
7. 0,28 g - Peso intermedio entre 0,25 y 0,30, consiguiendo mejor precisión que el primero y mayor alcance que el segundo. Especialmente indicado para fusiles de tirador selecto o francotirador de potencia media.
8. 0,29 g - Fabricado por Maruzen (Super Grandmaster BBs).
9. 0,30 g - Peso estándar para la mayoría de fusiles de francotirador. También es empleado por tiradores selectos.
10. 0,32 g - También estándar para fusiles de francotirador.
11. 0,33 g - Similar a la anterior en prestaciones.
12. 0,36 g - Proyectiles pesados para fusiles de francotirador. Lento, pero de una gran estabilidad.
13. 0,40 g - Destacan los fabricados por Madbull Airsoft para su uso entre francotiradores, aunque no son biodegradables.
14. 0.43 g - Son una de las municiones más pesadas empleadas en los campos de juego. Usadas entre francotiradores.
15. 0.45 g - Son una de las municiones más pesadas empleadas en los campos de juego, de reciente aparición. Usadas entre francotiradores.
16. 0.46 g - Municiones pesadas, de reciente aparición. Destinadas para fusiles de francotirador.
17. 0.49 g - Municiones pesadas, de reciente aparición. Destinadas para fusiles de francotirador.
18. 0.69 g - Es la munición más pesada, en versión biodegradable, de reciente aparición. Destinada para fusiles de francotirador con R-hop o similares.

## Relación entre velocidad y masa de proyectiles
Por lo usual se recomienda que a mayor potencia de la réplica de airsoft, se ponga bbs más pesadas, dado que a mayor velocidad, tiende a tener más distancia y se sacrifica esa distancia por más estabilidad de la bola en el aire:
1. Para velocidades entre <100 y 150 fps: usar bbs de 0.12 gramos.
2. Para Velocidades entre 150 y 220 fps: usar bbs de 0.20 gramos.
3. Para Velocidades entre 220 y 300 fps: usar bbs de 0.23 gramos.
4. Para velocidades entre 280 y 350 fps: usar bbs de 0.25 gramos.
5. Para velocidades entre 330 y 380 fps: usar bbs de 0.28 gramos.
6. Para velocidades entre 350 y 410 fps: usar bbs de 0.30 gramos.
7. Para velocidades entre 500 y 600 fps: usar bbs de 0.40 gramos.

Debe señalarse que, cuando se usa bbs pesadas, es necesario poner a la réplica de airsoft una goma de Hop Up más dura, para un adecuado giro de la munición.

## Lista de tipos de munición
1. Normal - Hechas con diversos tipos de plásticos (PVC o PLGA), siendo populares debido a su reducido coste y la facilidad de fabricación para alcanzar una alta calidad.
2. biodegradables - Fabricadas con avanzados bioplásticoss (muchas veces creadas por azúcar ultracomprimido) en aquellas municiones no contaminantes que se degradan de forma natural por la acción de bacterias, hongos y otros microorganismos.